# Фонтанива
Фонтанива (итал. Fontaniva) је насеље у Италији у округу Падова, региону Венето.
Према процени из 2011. у насељу је живело 6081 становника. Насеље се налази на надморској висини од 43 м.

## Становништво
Према резултатима пописа становништва 2011. у општини је живело 8.168 становника.
| 1931. | 1936. | 1951. | 1961. | 1971. | 1981. | 1991. | 2001. | 2011. |
| ----- | ----- | ----- | ----- | ----- | ----- | ----- | ----- | ----- |
| 5.555 | 5.658 | 5.761 | 5.827 | 6.783 | 7.263 | 7.329 | 7.460 | 8.168 |

## Партнерски градови
- Bartın, Amasra, Nova Pádua